# Атанасій III Дабас
Атанасій III Дабас, Павло Прокопій Дабас, Афанасій III Даббас (іноді також араб. أثناسيوس الرابع Опанас IV, грец. Παύλος Προκόπιος Αθανάσιος Δάββας; Πατριάρχης Αθανάσιος Γ΄, англ. Athanasios III, *1647 р., м. Дамаск — †5 серпня 1724, м. Алепо) — єпископ Антіохійської православної церкви, Патріарх Антіохійський та всього Сходу. Єпископ Дамаскський в 1685—1724 роках. Останній Патріарх Антіохійський до відділення в 1724 році Мелькітської греко-католицької церкви від Антіохійського Патріархату. З 1705 р. до 1707 р. був Архієпископом Кіпрським.

## Життєпис
Народився у м. Дамаску в 1647 р. і навчався у школі єзуїтів. Вступив у монастир преподобного Сави Освяченого, де був висвячений на священика з новим іменем Прокопій. Пізніше він був призначений на настоятеля монастиря в м. Вифлеєм. Переїхав до Сирії, де спробував стати єпископом Алепським, але без успіху.
Ситуація Антіохійської Церкви в той час була нестійкою. Після смерті патріарха Макарія III Заїма в 1672 році патріарший престол був предметом спору між його племінником Костянтином Заїмом, який був обраний на Патріарха у віці 20 років під ім'ям Кирила V і Неофітом Хіоським, племінник попереднього Патріарха Євфимія III і призначеним на цю посаду Патріарха Константинопольським Діонізієм IV.
У 1682 р. Неофіт Хіоський, через його борги, вирішив піти на покій, залишивши Кирила V Заїма в якості претендента. Ця ситуація тривала не довго: його суперником виявився Павло Дабас, підтримуваний своїм дядьком Михайлом Хаятом, дуже впливовим завдяки зв'язкам з Блискучою Портою. Крім того його підтримували францисканські ченці, які виступали проти Кирила Заїма, обвинуваченого в симонії. У 1685 р. Михайлу Хаятові вдалося отримати від Високої Порти фірман, в якому Павло Дабас призначався Патріархом Мелькітської Церкви.
5 липня 1685 р. митрополит Сайєднайський Леонтій у співслужінні ще двох єпископів звершив хіротонію над Павлом Дабасом. Після чого відбулася його інтронізація на патріарший престол з ім'ям Атанасій III. Наступні дев'ять років були відзначені конфліктом між ним і попереднім претендентом на патріаршество Патріархом Кирилом V Заїмом.
10 квітня 1687 р. Атанасій III підписав католицьке віровизнання, і 16 червня того ж року Римська конгрегація євангелізації народів підтвердила обрання його на патріарха. 10 серпня того року було привітання Папи Інокентія XI. З тих пір Святий Престол вважав Дабаса законним патріархом Мелкітської церкви.
Суперечка з Кирилом V Заїмом закінчилася лише в жовтні 1694 р., коли обидва суперники домовились після посередництва єврея Салмона з Алепо. Умовами угоди було те, що Атанасій визнав Кирила патріархом в обмін на 13 000 екю, призначення на єпископство Алепо та право спадкоємства після смерті Кирила. Ця угода була визнана недійсною у 1698 р. Ватиканом, який продовжував вважати Атанасія патріархом. У 1700—1704 роках Дабас їздив у Східній Європі з проханням про фінансову підтримку. Він особливо відвідав Валахію, де зміг отримати підтримку князя Констянтина Бринковяну. Наприкінці 1705 р. він був патріархом Гавриїлом III Константинополя призначити правителя (πρόεδρος) архієпископом Кіпру, посаду, яку Атанасій займав до 1707 р.. Повернувшись до Алепо, він створив друкарню за допомогою Абдали Захера.
У 1716 р. правлячий патріарх Кирило V Заїм також взяв на себе зобов'язання щодо католицького віросповідання та був прийнятий у католицьке євхаристійне спілкування 9 травня 1718 р.. Після рішення Кирила Атанасій оголосив себе «православним» й очолив прихильників православ'я, яким він залишався вірним до самої смерті.
16 січня 1720 р. Кирило V Заїм помер, і після спроби Вселенського патріарха встановити власного єпископа патріархом Атанасій став патріархом Антіохії, і навіть зміг прийняти кандидата від Дамаску, прокатолицького Євтимія Сайфі, котрий був колись другом Кирила Заїма. Протягом решти чотирьох років свого патріархату він вважав за краще жити в м. Алепо, ніж у м. Дамаску, де знаходилася патріарша резиденція, і яку він звільнив 13 липня 1724 р..
Дискусії Дабаса виявили розбіжності в церкві мелькітів між прокатолицькою та проправославною партіями, а також між громадами в м. Дамаску (прихильники Кирила V Заїма) та м. Алепо (прихильники Атанасія III). Дабас обрав на смертному одрі священика Сильвестра Кіпрського (1696—1766), захисника православної партії м. Алепо, тоді як громада мелькітів у м. Дамаску наполягала на офіційних виборах нового патріарха та виборі прокатолицького Кирила VI Танаса. Пізніше це вийшло за межі дискусій, бо патріарх Єремія III з Константинополя оголосив ці вибори недійсними, відлучив від церкви Кирила і призначив Сильвестра патріархом Антіохійським, та висвятив його на єпископа у м. Стамбулі. Ці дії Вселенського патріарха призвели до офіційного розколу між Грецькою православною церквою Антіохії та греко-католицькою церквою Мелькітів.

## Цікаві факти
Віднайдено Мазепинське Євангеліє надруковане коштом Івана Мазепи в м. Алепо (Сирія) у 1708 р. із записом Атанасія Дабаса на честь українського гетьмана Івана Мазепи.
Дабас був завзятим письменником і редактором. Його основна праця «Історія Антіохійського патріархату від св. Петра до 1202 року» була написана сучасною грецькою мовою та перекладена на латинську мову. Він також редагував богослужбові тексти, такі як «Літургікон 1701», що використовувався в Мелькітській греко-католицькій церкві до 1839 р. та «Хорологіон» (1702).